# Arnaud Brocard
Arnaud Brocard (Dijon, 19 augustus 1986) is een Frans voetbaldoelman die sinds 2011 voor de Franse eersteklasser Valenciennes FC uitkomt. Eerder speelde hij onder andere voor RC Lens en Troyes AC.